# (299) Thora
(299) Thora – planetoida z pasa głównego asteroid okrążająca Słońce w ciągu 3 lat i 293 dni w średniej odległości 2,44 j.a. Została odkryta 6 października 1890 roku w Obserwatorium Uniwersyteckim w Wiedniu przez Johanna Palisę. Nazwa planetoidy pochodzi od Thora, jednego z głównych bogów nordyckich.